# リゾーツ琉球
リゾーツ琉球株式会社（リゾーツりゅうきゅう）は、沖縄県豊見城市に本社を置く、旅館及びホテルの経営・レンタカー業を行う企業である。九州・沖縄の観光業としてホテル業、レンタカー業で地元に根付いた事業を行っている。旧社名はWBFリゾート沖縄株式会社。

## 概要
2015年10月には東京証券取引所TOKYO PRO Marketへ株式上場したが、その後2019年7月31日をもって上場を廃止している。
2020年に、関連会社のホワイト・ベアーファミリーとWBFホテル&リゾーツが民事再生法を申請。当社が運営しているホテルWBFはその対象ではなかったが、2020年10月30日に全株式が日本成長投資アライアンス株式会社が運用しているJ-GIA1号投資事業有限責任組合と福岡キャピタルパートナーズが運用しているナイン・ステーツ・4投資事業有限責任組合へ譲渡された。
2021年11月1日付で、商号をWBFリゾート沖縄株式会社からリゾーツ琉球株式会社へ変更した。運営しているホテルも2022年にリブランドを実施した。
なお、WBFホテル&リゾーツから事業を譲受した星野リゾートの子会社であるWBFホテルマネジメントとの資本関係は全くない。

## 運営施設
ホテル事業
- 九州
  - The BREAKFAST HOTEL 福岡天神（旧：ホテルWBF福岡天神南）
  - The BREAKFAST HOTEL 福岡中洲（旧：ホテルWBF福岡中州）

- 沖縄
  - 琉球温泉瀬長島ホテル
  - ホテルアクアチッタナハ（旧：ホテルアクアチッタナハ by WBF）
  - ホテルアートステイ那覇国際通り（旧：ホテルWBFアートステイ那覇）
  - ホテルリゾートイン石垣島（旧：ホテルWBFリゾートイン石垣）
  - The BREAKFAST HOTEL PORTO 石垣島（旧：ホテルWBF石垣島→ホテルWBF PORTO石垣島）
  - The BREAKFAST HOTEL MARCHE 石垣島（旧：ホテルWBF MARCHE石垣島）
  - ホテル カクテルステイナハ

- 過去の運営施設
  - ホテルWBFアビアンパナ石垣島 - 2020年9月1日閉館
  - ホテルラッソ松山 - 2015年3月閉館（現エスティネートホテル）
  - ホテルラッソエアポート - 2013年2月閉館（現HOTEL OROX）
  - ホテルラッソ那覇泊港 - 2012年2月閉館
  - ホテルWBFグランデ博多

商業施設
- 瀬長島ウミカジテラス

レンタカー事業
- WBFレンタカー 那覇空港営業所
- パラダイスレンタカー 新石垣空港店
- GRACEOKINAWA 那覇プレミアムラウンジ

## 沿革
- 1990年（平成2年）3月 - ジオ株式会社を大阪府大阪市にて設立
- 1999年（平成11年）3月 - 活動休止のため解散登記
- 2003年（平成15年）4月 - 沖縄でのホテル事業開始のため、会社継続登記。本社を沖縄県那覇市前島に移転。
- 2007年（平成19年）2月 - リゾートインラッソ石垣 運営開始
- 2008年（平成20年）
  - 6月 - ホテルラッソ国際通り 運営開始
  - 7月 - ジオ沖縄株式会社へ商号変更
- 2012年（平成24年）12月 - 琉球温泉瀬長島ホテル 運営開始
- 2014年（平成26年）
  - 1月 - ホテルラッソアビアンパナ石垣島 運営開始
  - 10月 - WBFリゾート沖縄株式会社へ商号変更
- 2015年（平成27年）
  - 4月 ウミカジテラス内にて「瀬長島47STORE」オープン
  - 8月 - 沖縄県豊見城市瀬長島において複合型商業施設「瀬長島ウミカジテラス」開業
  - 10月15日 - TOKYO PRO Marketに上場。
- 2016年（平成28年）6月 - 沖縄県那覇市にてホテルラッソ国際通りを「ホテルWBFアートステイ那覇」としてリニューアルオープン
- 2017年（平成29年）
  - 3月 - 沖縄県石垣市にて「ホテルWBF石垣島」運営開始
  - 3月 - 福岡県福岡市にて「ホテルWBF福岡天神南」運営開始
  - 10月 - 沖縄県那覇市にて「アクアチッタナハ by WBF」運営開始
- 2019年（令和元年）7月31日 - TOKYO PRO Market上場廃止
- 2020年（令和2年）10月30日 - J-GIA1号投資事業有限責任組合とナイン・ステーツ・4投資事業有限責任組合の出資を受ける
- 2021年（令和3年）11月1日 - 商号をリゾーツ琉球株式会社へ変更